# حب في مهب الريح (مسلسل)
حب في مهب الريح (بالتركية: yer gök as)‏ هو مسلسل تركي من إنتاج شكروأفشار وإخراج آطل ايناج، ايسون أكيوز، جانان جليك، كمال اوزون، اولاش ايناج وتدور أحداث المسلسل في مدينة أورجوب في منطقة كابادوكيا الأثرية في تركيا ويحكي قصة أختين إحداهما حياتها مليئة بالأحزان ووالأخرى مغرورة ومناضلة تقعان في حب رجل واحد.

## قصة المسلسل
تدور احداث المسلسل في مدينة اورجوب في منطقة كابادوكيا الاثرية في قصر «هانجي اوغلو»، حول اختين احداهما حياتها مليئة بالاحزان والاخرى مغرورة ومناضلة وتقعان في حب رجل واحد.
" نهاد" الاخت الصغرى تفقد ابنتها وتنفصل عن زوجها سيئ الخلق وهي عانت اشد المعانا لكنها تصبح مرضعة ابن "يوسف" الذي فقد والدته اثناء الولادة في حين تفوز الخت المغرورة والمناضلة بقلب ابن صاحب القصر "يوسف" ولكن هل تقبل عائلة هانجي اوغلو ب " سلوى " التي احبته حبا جما ومن جهة أخرى تعلم " نهاد بحب اختها "سلوى" ل "يوسف" فتضحي من اجلها وتبدأ في نسيان حبها له وتقبل الزواج من أحد اقرباءه وتذهب إلى إسطنبول، وتبدأ الاحداث.

## الممثلون
- برجي أكلاي (Birce akalay) (سلوى)
- مراد أونالمش (Murat ünalmis) (يوسف)
- سيلين سويدار (Selen soyder) (نهاد)
- توفانا توركاي (Tuvana turkey) (بادية)

## روابط خارجية
- في مهب في الريح على موقع IMDb (الإنجليزية)
- في مهب في الريح على موقع نتفليكس (الإنجليزية)
- في مهب في الريح على موقع كينوبويسك (الروسية)
- في مهب في الريح على موقع قاعدة بيانات الفيلم (الإنجليزية)